# Multiplan
Multiplan je rani tablični program kojeg je razvila američka tvrtka Microsoft, i bio je dostupan na tržištu 1982. Prvotno ovaj tablični program zvan je elektrnonički papir (EP) (eng. electronic paper. Multiplan je bio razvijen kao takmac tabličnom programu VisiCalc, i bio je dostupan prvo na računalima s CP/M operacijskim sustavom. Poslije su nastale inačice za: MS-DOS, Xenix, Commodore 64, Texas Instruments TI-99/4A, Radio Shack TRS-80 Model II, TRS-80 Model 100 (na ROMu), Apple II, i Burroughs B-20.